# Hypertrofisk kardiomyopati
Hypertrofisk kardiomyopati (HCM), eller hypertrofisk obstruktiv kardiomyopati (HOCM), är en sjukdom i myokardium (hjärtmuskeln) vid vilken den vänstra kammarväggen är drabbad av hypertrofi (förtjockad) utan någon uppenbar orsak. Det kan vara en av de vanligaste orsakerna till plötslig hjärtdöd hos unga idrottare.

## Djur

### Katter
Hypertrofisk kardiomyopati (HCM) är en vanligt förekommande hjärtsjukdom hos katter där vänster kammare förtjockas (hypertrofierar). Hjärtsjukdomen HCM drabbar både raskatter och huskatter.
Hos katt har två genmutationer påvisats men det finns troligen flera mutationer som inte har upptäckts ännu. Genmutationerna har påvisats hos raserna Maine Coon och Ragdoll.
Hankatter drabbas oftare än honkatter av HCM. Många katter som har HCM visar inga kliniska tecken på sjukdom men ett blåsljud eller en arytmi (rytmrubbning) upptäcks vid ett veterinärbesök för något annat som till exempel en vaccination. Många katter med HCM har blåsljud, men en del katter med HCM har inte blåsljud. Andra katter kan drabbas akut med andningssvårigheter eller bakbensförlamning eftersom HCM kan leda till både hjärtsvikt och blodpropp. Katter som används i avel undersöks innan parning med hjärtultraljud ("HCM-screening", hjärtscanning), detta för att försöka minska förekomsten av sjukdomen HCM hos raskatter.
Diagnosen HCM ställs med ekokardiografi (hjärtultraljud). Blodprov för analys av hjärt-biomarkörer N-terminal pro-brain natriuretic peptide (NT-proBNP) och troponin I (TnI) går att utföra även hos katter. Dessa biomarkörer påverkas av hjärtsjukdom genom att NT-proBNP ökar när hjärtat utsätts för ökat tryck vid till exempel hjärtsvikt och troponin ökar vid hjärtmuskelskada. Snabbtest (Point-of-care test) finns för analys NT-proBNP för katt. Dessa biomarkörer kan användas för att öka misstanken om hjärtsjukdom om ultraljud av hjärtat inte kan ske. För diagnos av HCM behövs ultraljud av hjärtat.
Behandling av HCM inriktas på att förebygga blodpropp om förstoring av förmak ses vid hjärtultraljud. Hjärtsvikt behandlas med diuretika (vätskedrivande läkemedel). Att räkna andningsfrekvens i vila i hemmiljö är ett bra sätt för djurägaren att veta att katten är ur hjärtsvikten. Andningsfrekvensen i vila bör vara under 30 andetag/minut. 